# Высокий (Старооскольский городской округ)
Высокий — хутор в Старооскольском городском округе Белгородской области. Входит в состав Владимировской сельской территории.

## История
Хутор Высокий появился на землях хутора Харкеевка, уже после Октябрьской революции. В 1930-е на хуторе был образован колхоз «Высокий». В 1950 году колхозы хуторов Высокий, Харкеевка и села 1-2 Верхне-Боровая Потудань объединились в один колхоз им. Фрунзе.
В 1950-е годы хутор Высокий входил во Владимировский сельский совет Шаталовского района. В 1962 году Высокий (который объединили с хутором Харкеевка) вошел в состав Старооскольского района Белгородской области.

## Население
| 2002 | 2010 |
| ---- | ---- |
| 115  | ↘91  |